# Pauline Lefèvre

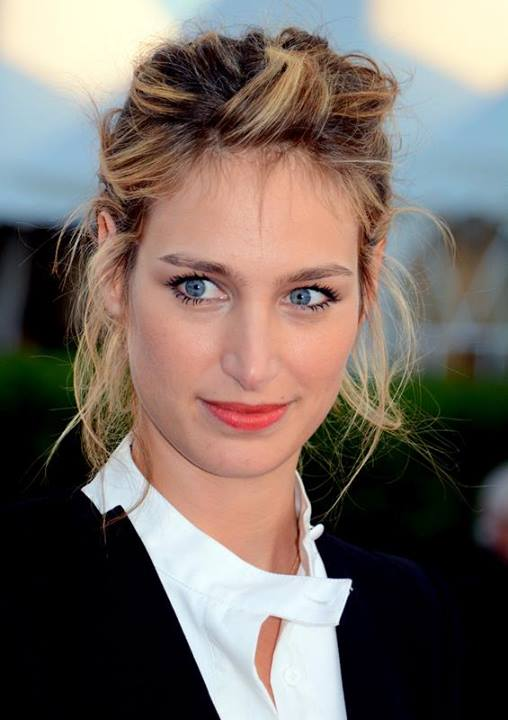
Pauline Lefèvre (2013)

Pauline Lefèvre (* 21. März 1981 in Troyes) ist eine französische Schauspielerin und Moderatorin im französischen Fernsehen.

## Leben
Nach einem Journalismus-Studium arbeitete sie zunächst drei Jahre in der Werbung, bevor sie 2004 ihre Fernsehkarriere beim französischen Programm Direct 8 anfing. Ab 2009 wirkt Lefèvre auch als Schauspielerin in einigen französischen Film- und Fernsehproduktionen mit. 
Ihre bekanntesten Auftritte hatte sie als Wetteransagerin und Moderatorin in der Sendung Le grand journal de Canal+ (2008–2012) sowie zu Rollen in den Filmen Voir la mer (2011) und Ziemlich dickste Freundinnen (2012).

## Filmografie
- 2009:	Karma Battle (Kurzfilm)
- 2011:	Voir la mer
- 2012: Ziemlich dickste Freundinnen (Mince alors!)
- 2012: Picture Paris (Kurzfilm)
- 2014: Salaud, on t’aime.
- 2014: Enfin te voilà! (Fernsehserie, Folge 1x19)
- 2015: Nos femmes
- 2015: Love Race (Kurzfilm)
- 2016: Deep (Miniserie, drei Folgen)
- 2025: Erica (Fernsehserie, Folge 1x03)